# Аль-Марджан (острова)
Аль-Марджан — искусственный архипелаг в Персидском заливе, состоящий из четырёх намывных островов, расположенный в эмирате Рас-эль-Хайма. Он принадлежит компании Аль-Марджан-Айленд. Острова являются популярным местом среди туристов. В 2014 году их посетило более ста тысяч человек.

## Туризм
С 2013 года и до сих пор острова представляют собой полностью обустроенный жилой район, развивающийся за счёт туристической индустрии, а также использования прилегающих к ним объектов инфраструктуры. Из ста тысяч посетителей островов в 2014 году 23% составили жители ОАЭ. Большую часть туристов, приезжающих в Рас-эль-Хайма, составляют жители России, Восточной Европы и Великобритании. Туристическая индустрия производит около 20% ВВП эмирата.
На данный момент планируется развитие островов за счёт иностранных инвестиций в размере 19 миллиардов дирхамов, что привлечёт около 20 тысяч туристов. На островах находится 45% от общего количества пятизвёздочных номеров в эмирате, сосредоточенных в отелях компаний Rixos, Bab Al Bahr, Hilton, Al Marjan Island Hotel & Spa и других.
Проект по организации футбольного курорта на островах, спонсируемый ФК Реал Мадрид был закрыт в конце 2013 года из-за прекращения финансирования. Правительство эмирата ведёт переговоры с другими инвесторами для возобновления проекта.
Инвестиционная привлекательность островов заключается в том, что на их территории действует режим свободной экономической зоны — отсутствие личных и подоходных налогов, 100%-ная иностранная собственность и репатриация капитала.

## География

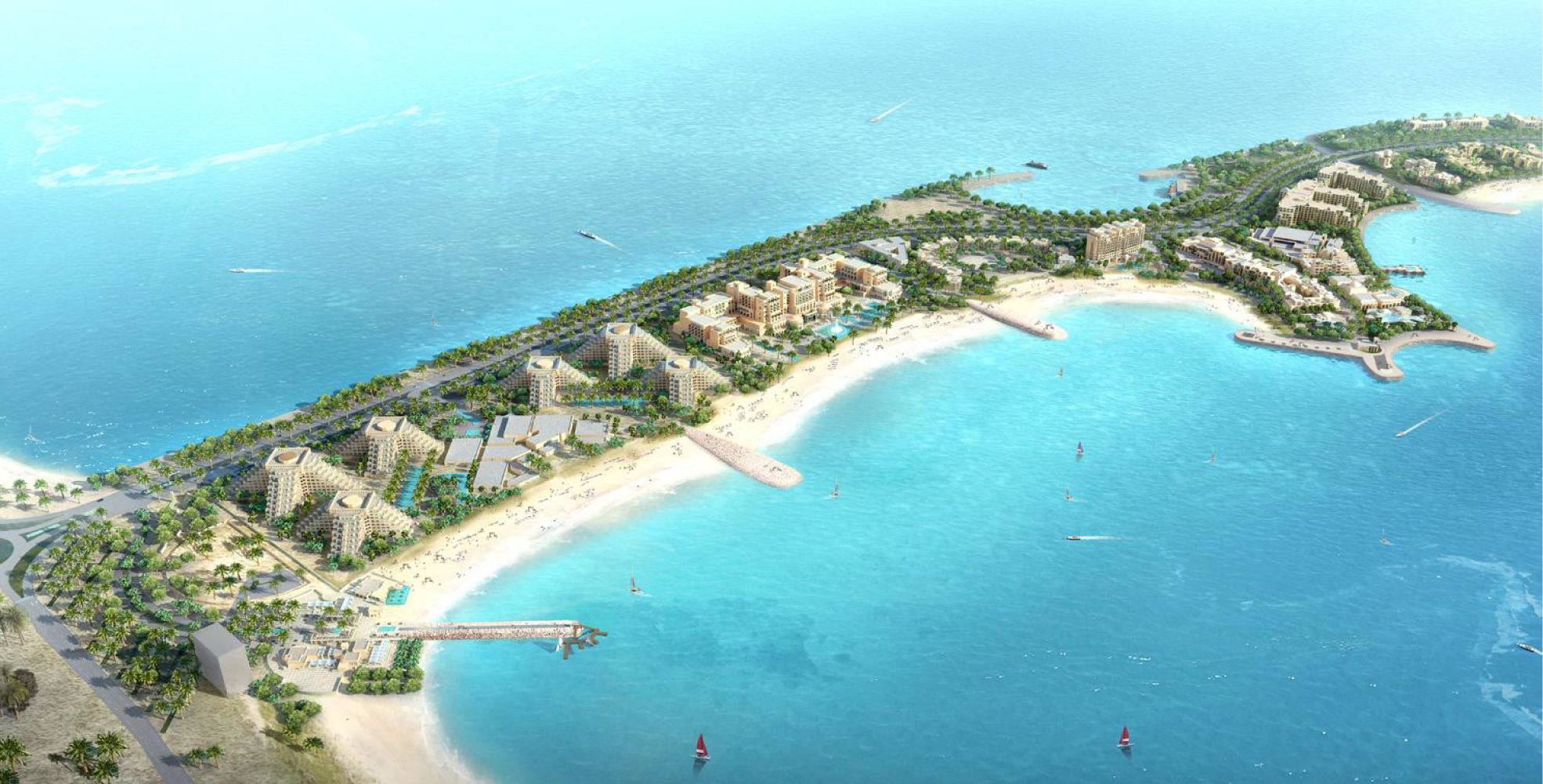
Остров Бриза
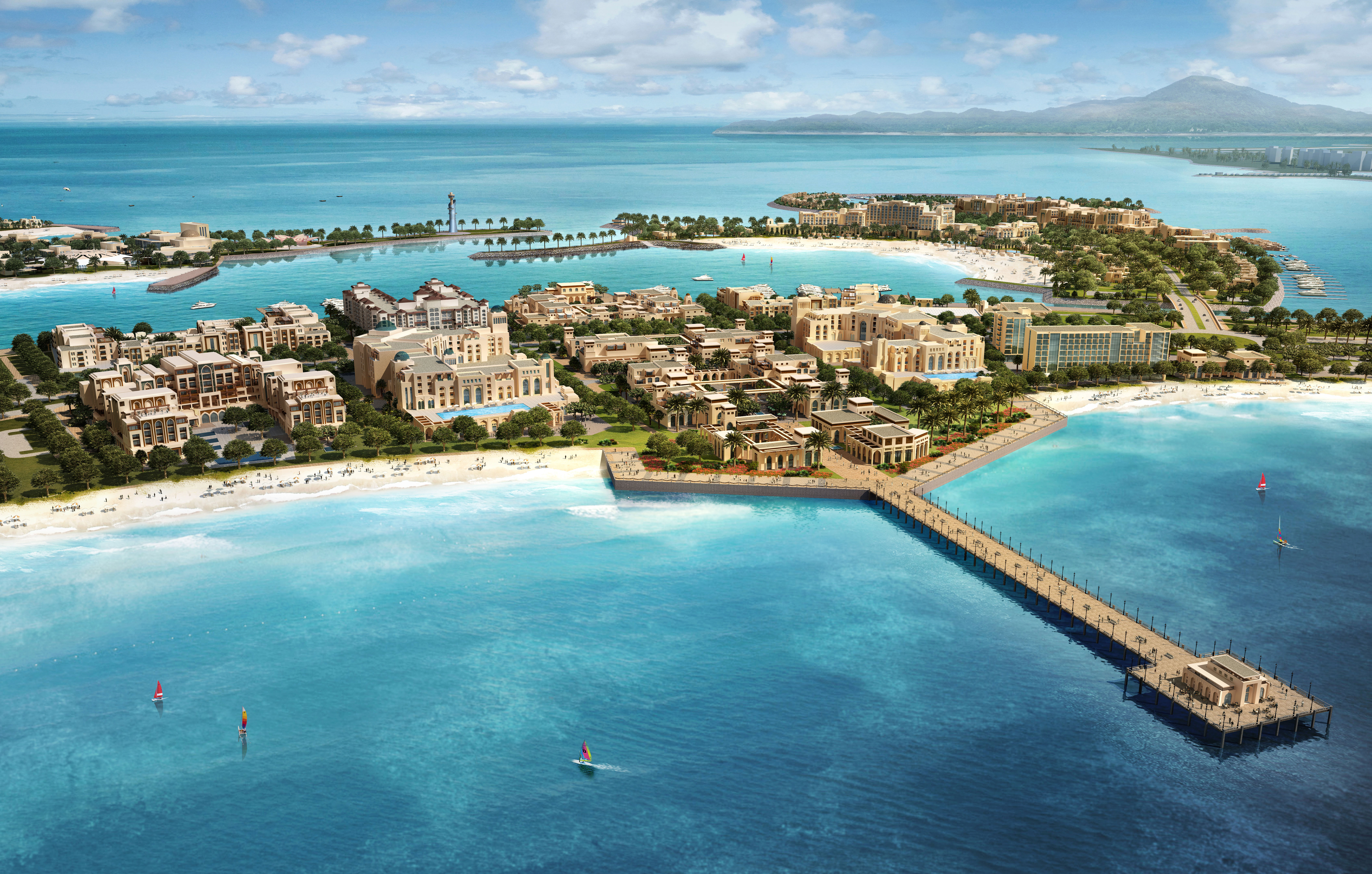
Остров Сокровищ
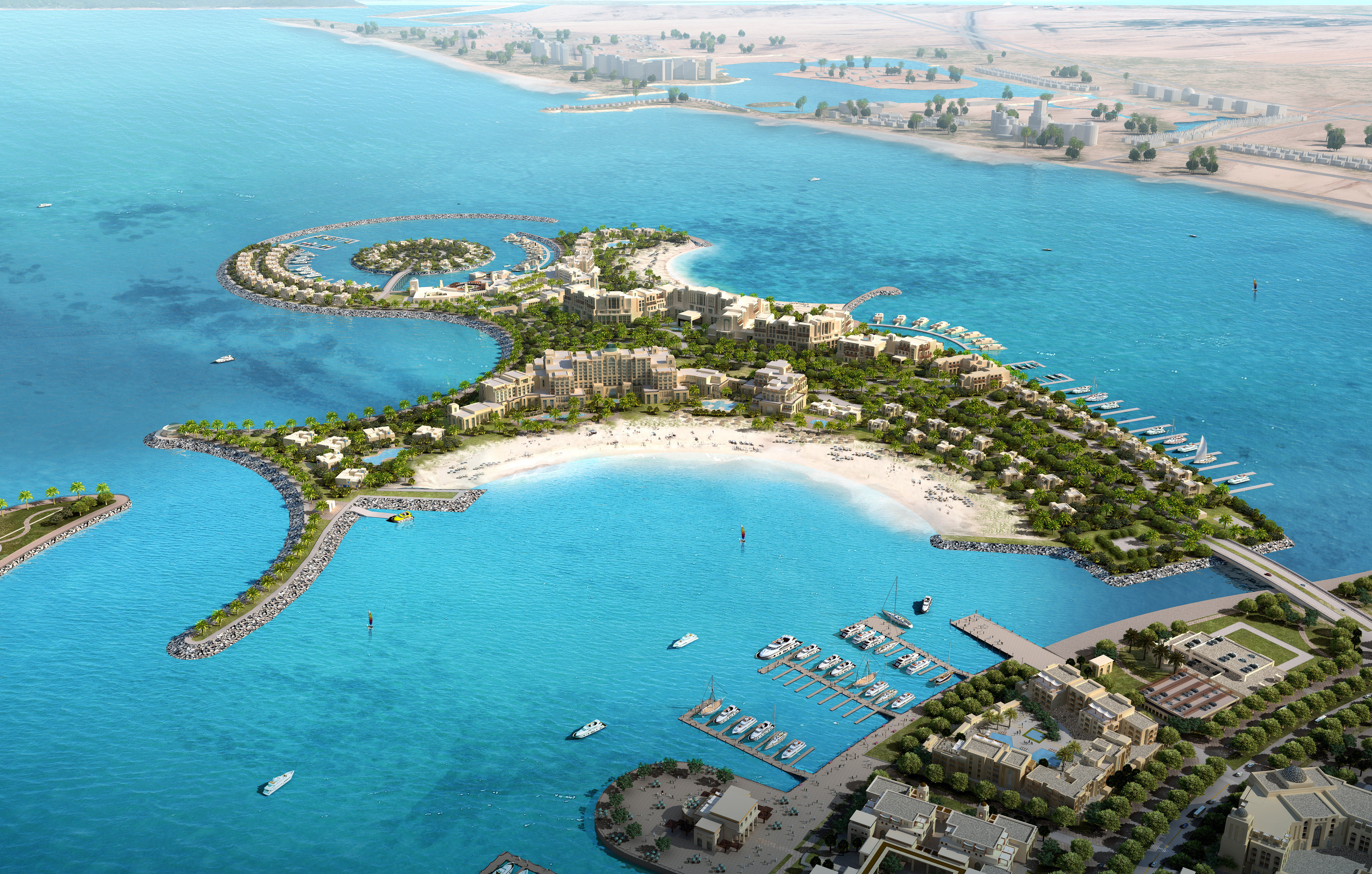
Остров Мечты
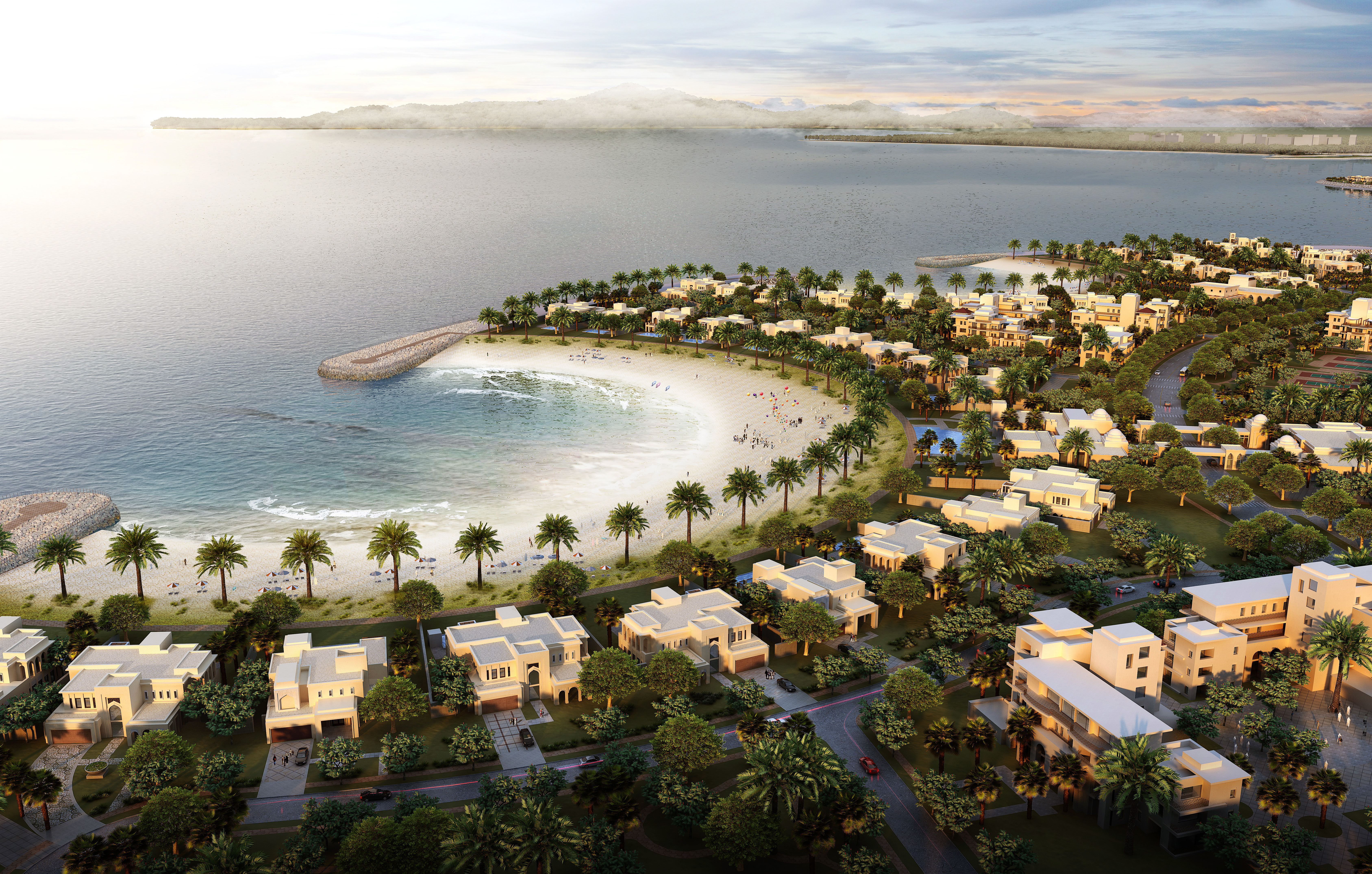
Остров Панорамы

Архипелаг состоит из острова Бриза, острова Сокровищ, острова Мечты и острова Панорамы. Со стороны берега материка его окружают мангровые заросли две крупные горы Янис и Джаис. Он вдаётся на 4,5 километров в море и занимает площадь 2 700 000 м2. На острове Бриза расположено несколько отелей, магазины, детская площадка и двухкилометровая набережная. Остров Сокровищ имеет площадь 230 тыс. м2. На нём расположено несколько курортов, в том числе Marjan Island Resort & Spa, а также дорога вдоль набережной. Остров Мечты имеет обширный пляж, несколько отелей и клубов, расположенных вблизи пятикилометровой набережной. Остров Панорамы площадью 460 тыс. м2 имеет несколько курортов, клубов и отелей.